# Георгій Карагеоргійович
Кронпринц Георгій Карагеоргійович (нар. 26 серпня 1887, Цетинє — пом. 17 жовтня 1972, Белград) — старший син короля Петра I і Зорки, дочки чорногорського короля Ніколи I.
Через вбивство свого денщика (слуги) був змушений зректися престолу на користь свого молодшого брата Олександра.

## Дитинство і освіта
Сім'я тодішнього князя Петра жила в Цетинє в короля Ніколи в період 1883—1894. Тоді в Сербії була при владі династія Обреновичів і Карагеоргійовичі в Цетинє були в деякому роді, як у політичному засланні. Тут були народжені усі діти Петра й Зорьки, сини Георгій і Олександр і дочка Олена. Сімейне щастя зламала передчасна смерть принцеси Зорьки. Після смерті Зорьки, Петро і його діти переїхали до Женеви в 1894 році..
Принц Георгій вступив у військову школу в царській Росії, до кадетського корпусу імператора Олександра II. Під час навчання його товариші курсанти не знали про його походження, він приховував своє благородне походження, що його дід князь Чорногорії Нікола, в якого дві дочки (тітки Георгія) до того ж були одружені в Росії з представниками імператорської сім'ї. 
Його навчання було перервано після перевороту, що відбувся в травні 1903 року, коли сербський король Олександр Обренович був убитий, разом із його дружиною королевою Драгою. Було вирішено, що новим королем має стати представник Карагеоргійовичів князь Петро, який тоді жив у Женеві. З 1903 , Георгій отримав титул спадкоємця престолу, оскільки був старшим сином короля.
Математик Михайло Петрович був призначений вчити Принца математиці. Схоже що Георгій і Михайло Петрович зав'язали дружбу дуже швидко й підтримували її впродовж усіх складних часів, що випали на їх життя в майбутньому. Вони ходили разом на рибалку, разом брали учать у створенні фехтувального клубу в Белграді, ну звісно багато часу проводили вивчаючи математику. Натхненний Михайлом Петровичем, Георгій був зачарований роботою Анрі Пуанкаре і 3 березня 1913 року він написав великому французькому математику:
«Дорогий Професор, …. Прошу пробачення за вільність з якою я звертаюся адресуючи моє звертання прямо Майстру, але я маю запитання щоб з'ясувати результати сучасного дослідження Питання наступне: Яке найменше з граничних значень, які поліноміальна функція F (z) може зайняти, коли змінна збільшується z нескінченно уздовж різних векторів у цій площині? Благаю пробачити мою настирливість, і я молю вас, Монсеньйор, прийняти моє вираження поваги. Георгій»
Відповідь надійшла 12 березня 1911 року. Єдина (відома) збережена відповідь може бути прочитана у листі Михайла Петровича, який згадує запропоноване Пуанкаре рішення проблеми (Петрович 1929).

## Риси характеру
Це ім'я носив дід — чорний Георгій (Karađorđu), засновник династії і лідер Першого сербського повстання. Його дід мав запальний і неконтрольований характер, такий характер Георгій і успадкував. Часто, він відправлявся в Аду на риболовлю зі своїм вчителем математики і великим другом Михайлом Петровичем Аласом. Крута вдача приводила його до багатьох неприємностей. Він був у ворожнечі з Ніколою Пашичем, Драгутином Димитровичем Апісом і офіцером Петаром Живковичем. На відміну від цього, його молодший брат Олександр Петрович мав набагато більш дипломатичний дух і тактичність, був улюбленим другом Пашича.

## Зречення
Одна подія стала переломною в житті Георгія — вбивство свого слуги (тобто денщика) Стефана Колаковіча (Kolakovića). В істериці принц начебто побив його і наніс йому багато важких травм в голову і живіт. Всі удари були, на думку лікаря, зроблені ногами, схоже, що Стефана просто безжально били і топтали без жодної крихти жалю. Від болю і травм бідолашний слуга після кількох днів помер. Правлячий режим намагався приховати злочин, назвавши його «таємниче вбивство», але сербські соціал-демократи у великих газетах почали запеклу кампанію, неухильно вимагаючи покарання у скоєнні злочину. Георгій не визнавав свою провину, проте наслідки були невідворотні.
Ця подія викликала бурю в сербському суспільстві, також особливо активно це висвітлювалось в Австро-Угорській пресі. Через усе це Георгій був змушений зректися престолу 27 березня 1909 року. Новим князем став його молодший брат Олександр, який потім приїхав із Санкт-Петербурга.
Це сталося в період Боснійської кризи, і це деякою мірою також вплинуло на рішення за яким Георгій мав піти на зречення. Так газета режиму «Політика» у коментарі про зречення пише: «… Той, хто був найбільш яскравим представником національного опору Австрії усунений і Австрія наразі тріумфує [ так в оригіналі ] Він буде записаний у народну пам'ять і залишиться популярним для всіх, як у Сербії, так і зокрема поза Сербією. Забудеться все інше, а залишиться тільки одне: що Принц Георгій був позбавлений статусу спадкоємця престолу, тому що він хотів війни із Австрією»
Про падіння спадкоємця престолу також було сказано газетою «Робочі новини». Ця подія, виявила настрої соціал-демократів і сміливо показала їх республіканські настрої.
Після зречення Георгій став тільки принцом, але не спадкоємцем престолу, і як сина короля принца Георгія називали королевичем.
Принц Георгій бере участь в обох балканських війнах та Першій Світовій війні. Був важко поранений в битві при Mačkovom Kamenu біля Крупані у вересні 1914 року.

## Засудження
Після смерті короля Петра 1921 року, влада була офіційно передана його молодшому синові Олександру. Ворожість між Георгієм і Олександром все більше зростає. Принц  Георгій був заарештований в 1925 році. Протягом багатьох років , провів у в'язниці, і зрештою йому встановлений медичний висновок про те, що в нього психічні вади, тому він такий норовливий т.д. Після вбивства короля Олександра в 1934 році. в Марселі, Принц Георгій сподівався бути звільнений. Проте в Принца — регента Павла та королеви Марії не було ніякого бажання бути зробити його вільним, і він залишається у в'язниці в аж до початку Другої Світової війни. Звільнений був німцями, знаючи велику несправедливість з боку своєї родини він страждав.

## Життя після Другої світової війни
Після Другої світової війни, до влади прийшов новий комуністичний уряд і всі члени династії Караджорджевічей (хто був у вигнанні) оголошені ворогами держави, втратили своє громадянство, а їх майно конфісковано. Тільки принц  Георгій залишався в Белграді і жив мирно й вільно як пенсіонер. Виявилось, що комуністичний уряд був більше прихильний і мав більше симпатій до нього, ніж його власний брат і члени родини. В останні роки життя він одружився Радмілою Radonjić. У них не було дітей.
Помер у Белграді, від старості 17 жовтня 1972 року, був похований біля батька у церкві св. Георгія в Опленаці в районі Тополі. Його смерть настала на наступний день після десятих роковин смерті Принцеси Єлени Петрівни Сербської. Поруч з ним поховали його дружину Радмілу.

## Автобіографія
Він написав книгу по своїй пам'яті Істина про моє життя (2 -е видання, Белград , 1988), в якій на кінець свого життя зібрав спогади про все, що сталося з ним впродовж життя. Особливо цікаві частини книги, де він згадує життя в Цетинє короля Ніколи і де події описуються під кутом зору його онуків.

## Заслання в Бараню
Після арешту принц Георгій Караджорджевіч інтернований в Королівському Бельє в Баранячі, де під охороною із жандармів, містився в ізоляції один рік у мисливському замку в Тіквеш. Після цього він був переведений до Топаоніци поруч із Нішом, в санаторій для душевнохворих, де він утримувався в ізоляції, поки німці не випустили його в 1941 році.
У своїй книзі, він не говорить ні про одне з його утримань під вартою, Принц Георгій не згадує ні про Бараняч ані про Тіквеш, але тільки Бельє, мисливський будиночок, мисливський замок, парк Бельє, Бельський ліс в'язницю Бельє і станцію Бельє.
Порівнюючи своє утримання в Бельї і в Топаоніци принц пише: «Тюрма Топаоніца важче в'язниці Бельє. (…) У Бельї в мене був величезний парк, і я міг ходити в супроводі охорони на великий простір повний вікових дерев. Топаоніца має невеликий ліс, мало дерев, що стоять поодинці і без великої кількості тіні, прохолоду влітку знайти важко. Двір тут обмежений, і крім сонця яке б'є у вікна в теплі дні я можу бачити саме лише небо. Нема тут багато птахів, і вони хотіли б втекти від цієї атмосфери, у якій панує мертвість». (с. 442)